# Martin Peudargent
Martin Peudargent (* um 1510 in Huy, heute Belgien; † zwischen 1589 und 1594; auch Peu d’Argent oder Peu d’argent geschrieben) war ein Kirchenmusiker und Hofkomponist am Jülich-Klevischen Hof in Düsseldorf. Von Peudargent sind hauptsächlich Motetten überliefert.

## Leben
Das genaue Geburts- und Sterbejahr des Komponisten ist unbekannt. Nach dem Eintrag in der DNB wurde er um 1525 geboren, nach jüngerer Forschung um 1510, weil er bereits 1532 als Hausbesitzer in der Residenzstadt Kleve belegt ist. Nach einer Quelle aus dem Jahre 1587, wo er als „Sang-Mr Mertin van Hoya“ bezeichnet wurde, stammte Peudargent aus Huy im Hochstift Lüttich.
Vor 1550 trat er als Hofkomponist in den Dienst Wilhelms V. von Jülich-Kleve-Berg. Für diesen Zeitpunkt spricht, dass Peudargent anlässlich der Geburt der ersten Tochter des Herzogs, Maria Eleonore (1550–1608), eine Motette unter dem Titel In laudem Mariae Leonorae Guilielmi Ducis Clivensis, Juliacensis, Bergen etc. Primogenitae geschrieben hat. Diese nahm er als Nummer 11 im Jahre 1555 in seine gedruckte Motettensammlung auf. Ebenso schrieb er anlässlich der Geburt des Herzogssohns Karl Friedrich (1555–1575) zwei Motetten.

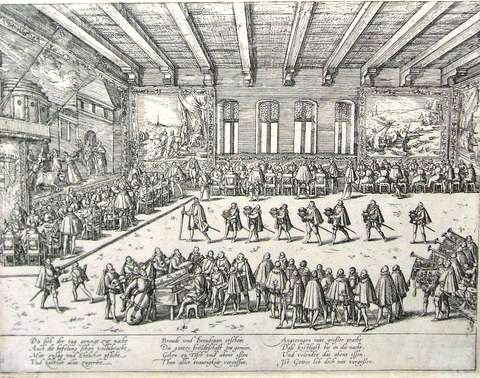
Jülicher Hochzeit 1585, Darstellung des Collegium musicum

Als Johannes Oridryus 1557 im Düsseldorfer Verlag Bathen einen Musiktraktat unter dem Titel Practicae musicae utriusque praecepta brevia herausgab, war ihm Peudargent dabei als praefectum collegii musici in aula Illustrissimi Principis Guilielmi Ducis nostri clementissimi (Vorsteher des Collegium musicum am Hofe des Herzogs Wilhelm) behilflich. Vier Jahre später veröffentlichte Peudargent als „Magister Musicus“ bei Oridryus und Buysius eine weitere Motettensammlung, in die er auch Werke anderer Komponisten aufnahm.
Peudargent war 1585 maßgeblich an der musikalischen Gestaltung der Hochzeitsfeier des Herzogssohns Johann Wilhelm mit Markgräfin Jakobe von Baden beteiligt. Zwei Jahre später beklagte er sich in einer Bittschrift vom 5. Juli 1587, dass seine Zuwendungen gekürzt worden seien und er nicht mehr fähig sei, seine Frau und Kinder zu ernähren. In dieser Bittschrift verwies er auf die langen Dienste für den Herzog und dass er im Alter erblindet sei.
In der Jülicher Landrentmeisterrechnung von 1587 wurde Peudargent noch als „Sang-Mr Mertin van Hoya“ genannt, ebenso in der Hofordnung von 1589, dagegen nicht mehr in der Hofordnung von 1594, woraus geschlossen werden darf, dass Peudargent zwischen 1589 und 1594 starb.
Peudargents Motettensammlung aus dem Jahr 1555 gilt als erster Düsseldorfer Musikdruck. Peudargents Tonsprache weist zwar in der Harmonik seiner Motetten keine Neuerungen gegenüber Clemens non Papa auf, zeigt aber eine stärkere Abwendung von den Kirchentonarten und eine „freizügige Akzentuierung des lat. Textes“.

## Werke (Auswahl)
- Sacrarum Cantionum I, 12 fünfstimmige Motetten, J. Bathen, Düsseldorf 1555
- Sacrarum Cantionum II, 14 Motetten, davon eine sechsstimmig und 13 fünfstimmig, J. Bathen, Düsseldorf 1555
- Novi prorsus et elegantis libri musici, in quo continentur partim suavissima ... Moteta ... latinae & gallicae, vier-, fünf- und sechsstimmige Motetten, Oridryus & Buysius, Düsseldorf 1561. Neben Werken von Peudargent waren in diesem Band auch Gesangsstücke von Josquin Baston, Pierre de Manchicourt, Petit Jan de Latre und Clemens non Papa enthalten. Der Druck ist nach dem Zweiten Weltkrieg verschollen.
- Misit me vivens pater, vierstimmig, Irrogat omnipotens, sechsstimmig in: Sacrarum Cantionum diversorum autorum III, J. Bathen, Düsseldorf 1556
- Te Deum Patrem, vierstimmig, in: Ecclesiasticarum cantionum quatuor vocum II, Susato Antwerpen 1553 und in: Tertius tomus Evangeliorum, J. Montanus u. U. Neuberus, Nürnberg 1555
- Il nest plaisir ne des batement, sechsstimmige Motette, in: Second Livre des Chansons a cincq et six parties, P. Phalèse, Löwen 1553
- eine sechsstimmige Canzona in: Il vero modo di diminuir ... di Girolamo dalla Cas detto da Udene I, A. Gardano, Venedig 1584
- weitere Motetten in der Handschrift der Proske-Bibliothek.[6]

## Aufnahmen
- Martin Peudargent: Musik am Hof Herzog Wilhelms V. von Jülich-Kleve-Berg. Ensemble Rabaskadol, Fritz Heller (Zink), Chor Capella 92, Dirigent: Gerben van der Veen. Aliud Records, 2006